# Kalama Sutra
El Kalama Sutra (Sánscrito: Kalama Sutra) es un sutra budista en el Anguttara Nikaya del conjunto de textos del Tripitaka. Se cita en las corrientes budistas Mahāyāna y Theravāda y es muy conocido por tener una actitud antiautoritaria que recomienda el cuestionamiento de la autoridad y dogmas religiosos, confiando en el juicio personal.

## Contexto

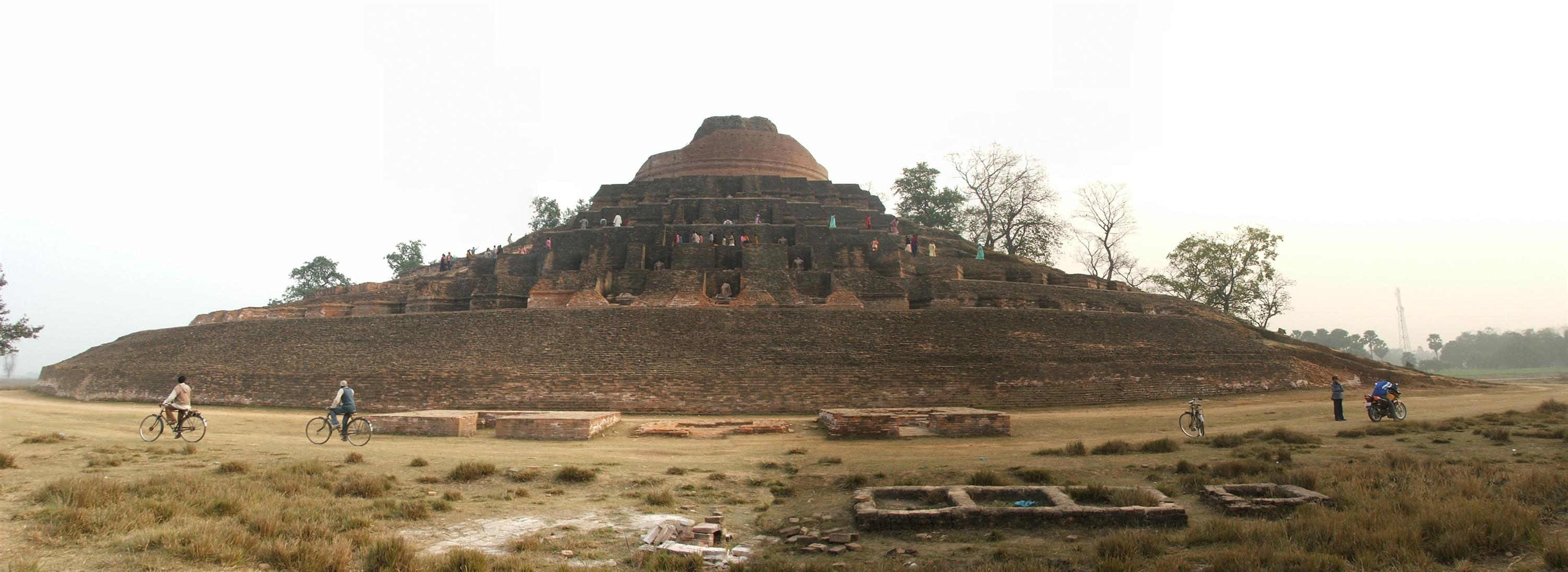
El estupa de Kesariya, situado en el lugar donde Buda habló del Kalama Sutra.

En este sutra, Buda Gautama pasa por el pueblo de Kesaputta y sus habitantes, los kalamas le piden consejo: ¡Muchos gurús pasan por el pueblo exponiendo sus enseñanzas y criticando las de los demás! ¿Cuál de ellas deberíamos seguir? En respuesta, obtienen este sutra que sirve de introducción a las creencias budistas para aquellos a quienes no convenzan las experiencias de los demás.

## Discerniendo entre las teorías
Buda recomienda a los kalamas no creer en enseñanzas religiosas porque varias fuentes digan que son verdad o porque se apoyen en varios métodos, prácticas o pruebas. Él les recomienda que encuentren la sabiduría a partir de la experiencia propia y personal. Les dice que sus propias enseñanzas no las deberían aceptar a ojos cerrados, sino que deberían ser tomadas en cuenta, únicamente tras decidir sobre el peso del valor de la enseñanza.
Se trata de No creer lo que ha sido adquirido por haber sido escuchado por sucesivas repeticiones, ni por el simple hecho de que la tradición lo diga, ni por rumores, ni porque lo digan las escrituras, ni creer en los axiomas, ni por un razonamiento sospechoso, ni porque la persona que enseña tenga una habilidad especial para contarlo, ni porque "el monje es nuestro maestro", ni siquiera por prejuicios o favorecimientos hacia algo sobre lo que se ha venido reflexionando durante tiempo.
Kalamas, cuando hayáis experimentado y reflexionado por vosotros mismos que una cosa es buena, que no daña y que trae beneficio y felicidad , entrad y apoyaros en ellas.

## Contenido
“No aceptéis nada como cierto simplemente por el hecho de que viene de una reconocida tradición revelada. No aceptéis nada simplemente por el hecho de que viene de una ininterrumpida cadena de Maestros. No aceptéis nada simplemente porque : “ me han dicho que …”. No aceptéis nada simplemente porque se encuentra en las escrituras de una tradición. No aceptéis nada que esté únicamente basado en la lógica o en teorías metafísicas especulativas. No aceptéis nada simplemente porque corresponde a vuestro punto de vista. No aceptéis nada sólo por haber razonado sobre ello. No aceptéis algo como cierto simplemente porque corresponde con una teoría de la que ya estáis convencidos. No aceptéis nada basándoos únicamente en la fama o la competencia de una persona. No aceptéis nada simplemente por respeto hacia vuestro maestro.
Cuando sepáis por vosotros mismos que estas cosas son valiosas, meritorias, que estas cosas son benignas y alabadas por los sabios, que si estas cosas son plenamente practicadas, son provechosas y conducen a la felicidad, entonces seguid completando su practica.”